# Lamspringe
Lamspringe est une municipalité allemande du land de Basse-Saxe et l'arrondissement de Hildesheim.